# Ilbesheim bei Landau in der Pfalz
Ilbesheim bei Landau in der Pfalz település Németországban, Rajna-vidék-Pfalz tartományban. Lakosainak száma 1146 fő (2023. december 31.).

## Népesség
A település népességének változása:
| Lakosok száma | 1114 | 1170 | 1147 | 1153 | 1156 | 1146 |
|               | 1975 | 2017 | 2019 | 2021 | 2022 | 2023 |